# Privernats
Els privernats (en llatí privernates) eren els habitants de Privernum, una regió situada al Latium. Eren de la mateixa ètnia que els volscs, amb els que estaven fortament emparentats.
L'any 392 aC els romans van establir una colònia a Sètia que uns anys després va ser reforçada per un nou cos de colons. En aquest moment era la colònia més avançada dels romans i tocava al territori dels privernats, amb qui els colons es van haver d'enfrontar. Els privernats van saquejar Sètia i també Norba, però els atacants van ser castigats poc després pels romans. Es deia que van ocupar la seva ciutat i van perdre dos terceres parts del seu territori, segons Titus Livi. Els territoris dels privernats es va repartir entre els plebeus romans. No van participar en la guerra que els llatins i els campanis van fer contra Roma, però l'any 327 aC van tornar a agafar les armes per enfrontar-se als romans. La guerra es va considerar prou important com per mobilitzar dos exèrcits consulars, es va assetja Privernum i després d'un llarg setge el cònsol Gai Plauci Decià la va ocupar i en va destruir les muralles. Els caps de la revolta van ser castigats severament, però la resta de la població van passar a ser ciutadans romans. Segurament primer sense dret a sufragi, però després van ser inclosos a la tribu Ufentina, i Privernum n'era la ciutat principal.